# Antonio Bucciarelli
Antonio Bucciarelli (Napoli, 13 agosto 1970) è un allenatore di calcio ed ex calciatore italiano, di ruolo centrocampista, allenatore delle giovanili della Jonia Calcio Riposto.

## Carriera

### Giocatore
Cresciuto nella Primavera del Napoli, è stato finalista al Torneo di Viareggio nel 1990 contro il Cesena.
Fa il suo esordio in Serie A il 4 giugno 1989 in Napoli-Sampdoria (1-1). In quella stagione, l'11 giugno, gioca la seconda e ultima partita, Ascoli-Napoli (2-0): in questa partita gioca da titolare con la maglia numero 10 di Diego Armando Maradona quel giorno indisponibile.
Scende in campo in altre 2 occasioni nell'annata seguente, stagione 1989-1990, che vede la società campana conquistare il suo secondo scudetto: le partite in questione sono Napoli-Lecce (3-2) del 5 novembre 1989 e Fiorentina-Napoli (0-1) del 28 gennaio 1990.
Successivamente gioca in Serie C con le maglie di Giarre, Juve Stabia, Nocerina, Trapani, Atletico Tricase, Nardò, Palmese e Vittoria.
Nella partita Catania-Giarre, giocata l'8 novembre 1992, Bucciarelli segnò il gol vittoria al 90' che consentì alla squadra gialloblù di espugnare il Cibali.
Fa il suo esordio con la Nazionale italiana Under 21 di Serie C il 18 aprile 1991 contro la Tunisia Olimpica (sconfitta 1-0 per gli azzurri).
Il 22 giugno 2001, nella finale di Cesenatico, si aggiudica con la Palmese (vittoria per 2-1 contro il Valenzana) lo Scudetto di Serie D diventando Campione d'Italia Dilettanti.
Dopo un ritorno a Giarre nel 2005, giocherà in seguito con Sangiuseppese e Aversa Normanna, formazione alla quale approda nell'estate del 2006 e nella quale concluderà la sua carriera vincendo da protagonista il suo ultimo importante trofeo, la Coppa Italia Serie D.

### Allenatore
Intraprende la carriera da allenatore nel 2012 nella Fiumefreddese con la formazione Juniores, passando poi alla prima squadra e conducendola alla salvezza nel girone C del campionato di Promozione. Nella stagione successiva (2013) ottiene la salvezza con largo anticipo.
Nel 2014 si aggiunge allo staff tecnico dell'A.S.D. Jonia Calcio Riposto, scuola calcio ufficiale Juventus. Ad aprile del 2015 vince con i Pulcini 2004 la 3ª edizione della Sicily Cup, prestigioso trofeo svolto a Terrasini.

## Palmarès

### Club

#### Competizioni nazionali
- Campionato italiano: 1

Napoli: 1989-1990
- Campionato Nazionale Dilettanti: 1

Campobasso: 1999-2000
- Scudetto Dilettanti: 1

Palmese: 2000-2001
- Coppa Italia Serie D: 1

Aversa Normanna: 2006-2007

#### Competizioni internazionali
- Coppa UEFA: 1

Napoli: 1988-1989